# Walery Maliszewski

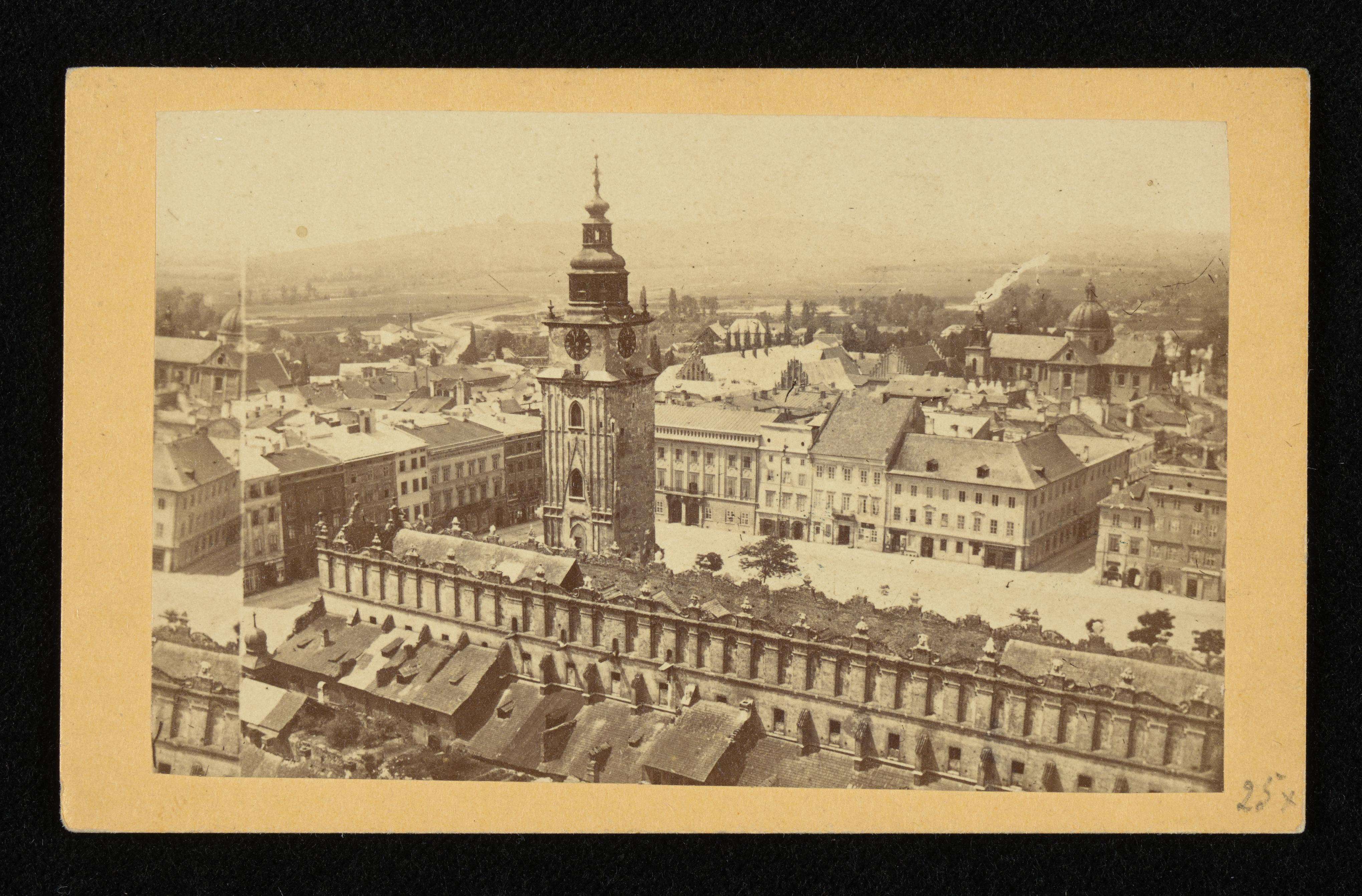
Rynek Główny z Sukiennicami i wieżą ratuszową widziany z wieży kościoła Mariackiego, fot. Walery Maliszewski, lata 60. XIX w.

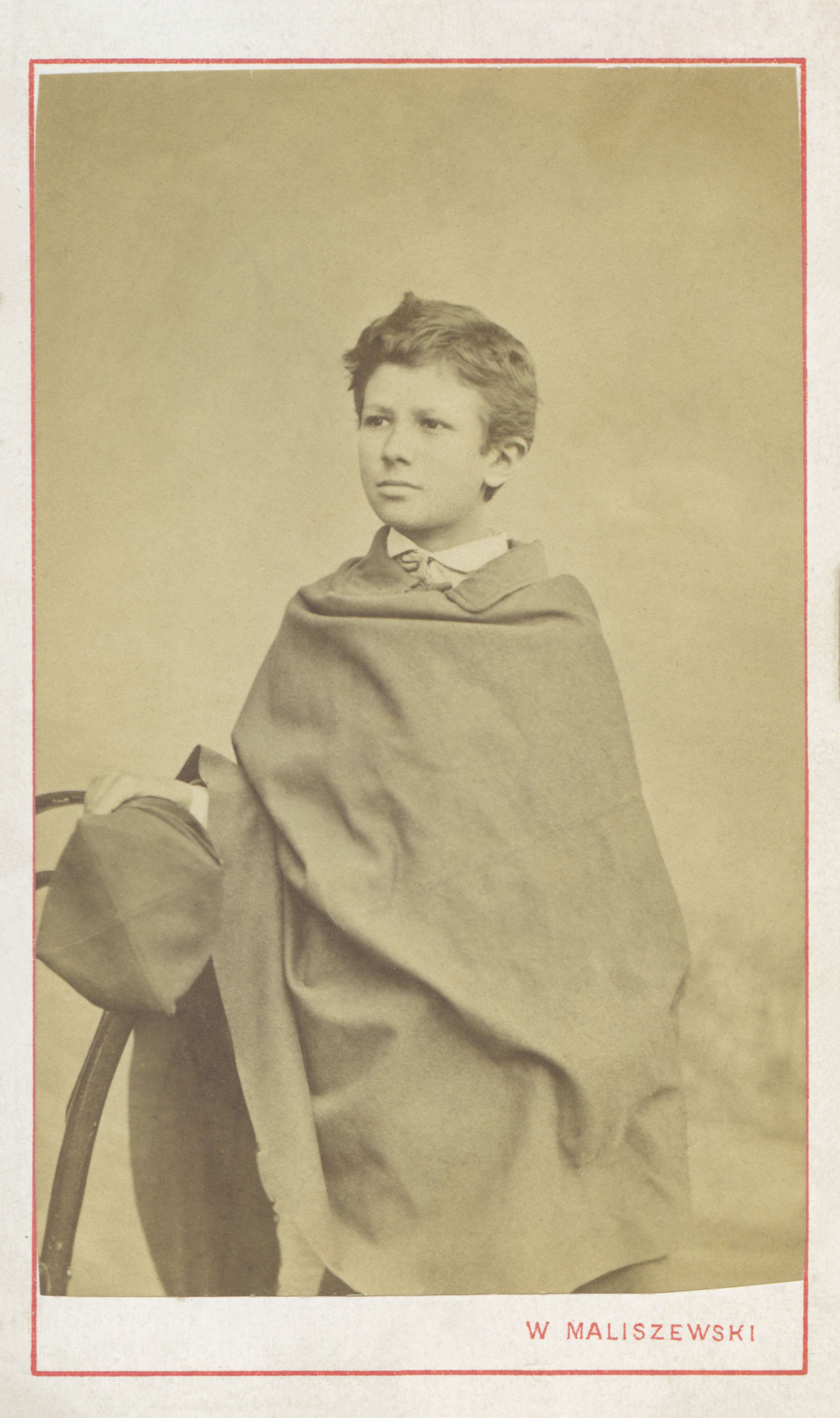
Kazimierz Ostaszewski, fot. Walery Maliszewski, ok. 1875

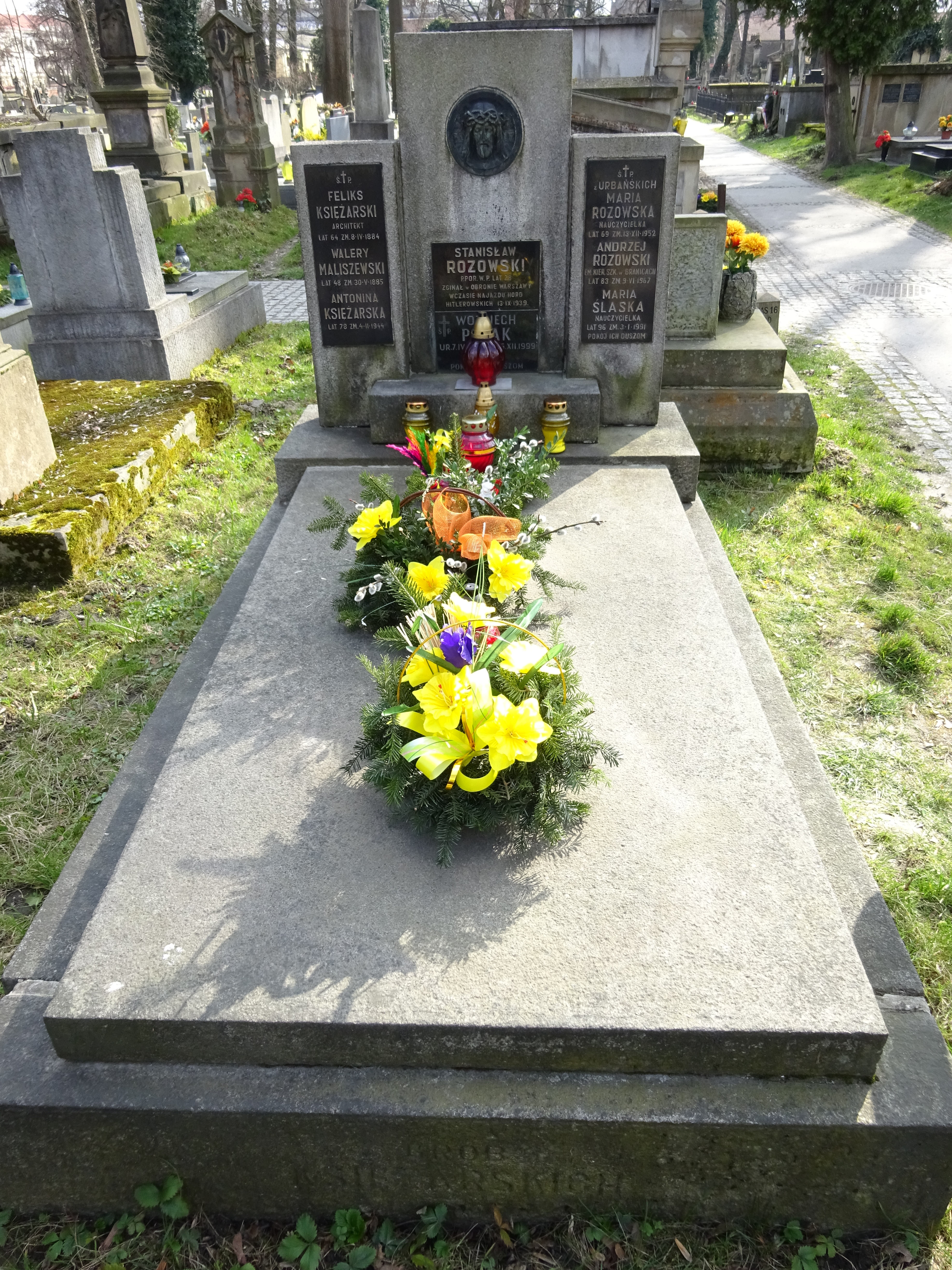
Grobowiec Księżarskich na cmentarzu Rakowickim, w którym pochowany jest Walery Maliszewski

Walery Maliszewski (ur. 27 stycznia 1836 roku w Krakowie, zm. 30 maja 1885 roku tamże) – krakowski fotograf.
Był synem miejscowego cukiernika, Tomasza (1793–1865) i Józefy z Taronich (1800–1851). Jedna z sióstr Walerego, Marianna Łucja, była żoną Józefa
Leona Cerchy, brata malarza Maksymiliana, druga – Katarzyna Marianna – poślubiła swojego kuzyna, architekta Feliksa Księżarskiego.
Początkowo wykonywał zawód cukiernika, a w latach 60. XIX w. zajął się fotografią. Nie wiadomo, gdzie, ani u kogo się jej uczył, ani co skłoniło go do zmiany zajęcia. Nie jest też pewne, kiedy dokładnie otworzył swój pierwszy zakład, ale nie jest możliwe, aby działalność fotograficzną prowadził już w 1848 roku, jak często podaje się w literaturze, niewiele przemawia również za rokiem 1856, także wskazywanym w wielu opracowaniach. Niejasne jest także, jaki był jego związek z zakładem fotograficznym „J. Maliszewski & Co”, funkcjonującym w latach 60. XIX w. przy obecnej ul. Straszewskiego 9 (dawniej: Nowy świat, gmina IX, nr 166). 
Jego własna firma istniała pod tym samym adresem, co zakład „J. Maliszewski & Co” co najmniej od drugiej połowy lat 60. XIX w. Prawdopodobnie w 1870 roku Maliszewski przeniósł ją na Mały Rynek 430 (obecnie nr 7), gdzie przez krótki czas (około roku) prowadził ją wraz z fotografem Marcelim Rzymkowskim (ok. 1826–1892). Nie później niż w 1880 roku zakład przeniósł na ul. Szewską 228 (obecnie nr 21). Jednocześnie, od 1869 roku, starał się o możliwość otwarcia atelier w Krynicy w specjalnie wzniesionym budynku, jednak planu tego nie udało mu się zrealizować. Zapewne od lat 70. działał natomiast w innej miejscowości uzdrowiskowej – Iwoniczu.
Maliszewski wykonywał typowe dla swoich czasów fotografie portretowe. Sfotografował m.in. pisarza Jana Aleksandra Fredrę, historyka Maksymiliana Gumplowicza, poetę i rysownika Macieja Bogusza Stęczyńskiego, właściciela Iwonicza Michała Załuskiego i jego szwagra Teofila Ostaszewskiego z synami Stanisławem i Kazimierzem. Wykonywał także zdjęcia tzw. typów ludowych: mieszkańców Krakowa i okolic, Łemków, Rusinów i Romów (większość tego typu fotografii zachowała się do dziś w kolekcji Izydora Kopernickiego). Znany jest jednak przede wszystkim ze zdjęć przedstawiających Kraków. Najwcześniejsze widoki miasta jego autorstwa datowane są na rok 1863, najpóźniejsze – nie wcześniej niż na rok 1880, ale większość z zachowanych do dziś ujęć pochodzi z lat 60. Fotografował najbardziej charakterystyczne krakowskie budowle, poszczególne ulice i place, a także widoki ogólne miasta. Posługiwał się techniką stereoskopową, ale zdjęcia wykonywał też w formie pojedynczych kadrów, najczęściej w formacie carte de visite. Ponadto był autorem zdjęcia o innej tematyce. Wiadomo, że w 1868 roku przygotowywał album z fotografiami rysunków Maksymiliana Cerchy, ale najprawdopodobniej nie został on zrealizowany. W swoim dorobku miał także kalendarze fotograficzne na lata 1867 i 1868, kompilujące na jednej odbitce część kalendarzową wraz z kolażem złożonym z różnych widoków miasta. W podobny sposób wykonał fotografię zatytułowaną „Pamiątka z Krakowa”.
Oprócz wykonywania zdjęć Maliszewski organizował także pokazy zagranicznych fotografii. Jego pierwszy pokaz, mający miejsce w Krakowie na przełomie 1867 i 1868 roku, składał się z diapozytywów stereoskopowych przedstawiających wystawę światową w Paryżu. Kolejne pokazy urządzał również w Warszawie i Lublinie, być może także w Piotrkowie.
Nie założył własnej rodziny, zmarł bezdzietnie w wieku 49 lat. Pochowany został na cmentarzu Rakowickim w grobowcu rodzinnym Księżarskich.